# René Exbrayat
René Exbrayat (Arles, 30 ottobre 1947 – Arles, 29 ottobre 2023) è stato un allenatore di calcio e calciatore francese, di ruolo attaccante.

## Palmarès

### Allenatore

#### Competizioni nazionali
- Coppa di Tunisia: 1

Club Africain: 1997-1998

#### Competizioni internazionali
- Champions League araba: 1

Tunisia: 1997